# 喬羅斯區
5°47′15″S 78°42′48″W / 5.7876°S 78.7132°W
喬羅斯區（西班牙語：Distrito de Choros），是秘魯的一個區，位於該國北部卡哈馬卡大區的庫特爾沃省，始建於1857年1月2日，面積277平方公里，海拔高度479米，2005年人口3,966，人口密度每平方公里14人。